# 1851 au Canada
Pour un article plus général, voir Chronologie du Canada.
Cet article traite des événements qui se sont produits durant l'année 1851 au Canada.

## Événements
- 31 mars : publication du manifeste des douze missionnaires[1] des cantons de l'Est. Rédigé par l'abbé Antoine Racine, il demande au gouvernement canadien d'ouvrir de nouveaux chemins, d'améliorer les voies existantes, de créer un système permanent de voirie et de fournir aux jeunes canadiens des terres à des prix avantageux[a 1].
- 7 avril : impression des premiers timbres postaux canadiens.
- 25 avril : l'Île-du-Prince-Édouard obtient un gouvernement représentatif.
- Juin : approfondissement du lac Saint-Pierre par la Commission portuaire.
- Juillet : apparition de la jupe-culotte à Montréal.
- Août : premier synode provincial réunit dans la province de Québec.
- 30 août : le parlement de l'Ile de Vancouver se réunit, pour la première fois.
- 11 octobre : la ligne ferroviaire du St. Lawrence and Atlantic, en direction de Sherbrooke, est ouverte entre Longueuil et Richmond[2].
- 28 octobre : devant l’opposition des partis radicaux (Rouges dans le Bas-Canada, Clear Grits dans le Haut-Canada), les réformateurs Baldwin et La Fontaine se retirent au profit d’un ministère qui favorise pendant trois ans l’expansion économique du pays. Francis Hincks et Augustin-Norbert Morin deviennent premiers ministres du Canada-Uni.
- Mise en place de la 19e assemblée générale de la Nouvelle-Écosse (en).

- Le gouvernement du Canada-Uni déménage à Québec.
- La ville de Tracadie est fondée au Nouveau-Brunswick.
- Nouveau-Brunswick : on accorde aux femmes mariées le droit de gérer leurs avoirs[3].
- Le Royaume-Uni transfère au Canada le contrôle du système postal colonial.
- Le blé de Gaspésie reçoit un premier prix à l'exposition de Londres[4].
- Début de l'exploitation des mines d'or de la vallée de la Chaudière[a 2].
- John Hume, de Leeds, est commissaire du recensement pour le comté de Mégantic[a 3].
- Travaux de construction de la voie ferroviaire du St. Lawrence and Atlantic, entre Richmond et Lennoxville, sur 48 km[2].
- William Kennedy dirige la seconde expédition envoyée à la recherche de Sir John Franklin.
- Publication, à Montréal, de Narrative of a Voyage to the Northwest Coast of America, de Gabriel Franchère.
- Création de la mission catholique Saint-Juste-de-Kapibouska, qui deviendra Saint-Tite en 1859.
- Ouverture des registres des paroisses de Sainte-Sophie[a 4], Saint-Alexis et Saint-Alphonse[a 5].
- Érection de la paroisse de Saint-Alexis[a 6].

## Naissances
- 26 mars - Narcisse Pérodeau (Lieutenant-Gouverneur du Québec) († 18 novembre 1932)
- 25 mai - Élisabeth Bergeron (religieuse) († 29 avril 1936)
- 2 septembre - Jules-Paul Tardivel (journaliste et romancier) († 24 avril 1905)
- 23 août  - Louis-Philippe-Adélard Langevin (personnalité religieuse) († 15 juin 1915)
- 23 octobre - Guillaume Couture  (musicien) († 15 janvier 1915)

## Démographie
- Le Canada compte 2 436 297 habitants.